# 迈克尔·亚历山大
迈克尔·亚历山大（英語：Michael Alexander，1936年6月19日—2002年6月1日），英国男子击剑运动员，在爱尔兰长大。他曾代表英国参加1960年夏季奥林匹克运动会击剑比赛，获得男子团体重剑银牌。